# Skart Island
Skart Island ist eine etwa 500 m lange Insel westlich der Antarktischen Halbinsel. Sie ist die größte und höchste der Mikkelsen-Inseln südwestlich der Adelaide-Insel und gehört zu den Brutplätzen der Blauaugenscharbe.
Das UK Antarctic Place-Names Committee benannte sie 2018. Skart ist eine auf den Orkneyinseln übliche Bezeichnung für eine Scharbe.